# Partecipanti alla Liegi-Bastogne-Liegi 2024
Elenco dei partecipanti alla Liegi-Bastogne-Liegi 2024.
La Liegi-Bastogne-Liegi 2024 è stata la centodecima edizione della corsa. Alla competizione presero parte 25 squadre: le diciotto iscritte all'UCI World Tour 2024 e sette dell'UCI ProTeam.
Ciascuna delle squadre è composta da sette ciclisti, per un totale di 175 ciclisti accreditati alla partenza.

## Corridori per squadra
Nota: R ritirato, NP non partito, FTM fuori tempo massimo, SQ squalificato
| Soudal Quick-Step     | Soudal Quick-Step     | Soudal Quick-Step     | Ineos Grenadiers          | Ineos Grenadiers           | Ineos Grenadiers          | Bahrain Victorious              | Bahrain Victorious              | Bahrain Victorious              |
| --------------------- | --------------------- | --------------------- | ------------------------- | -------------------------- | ------------------------- | ------------------------------- | ------------------------------- | ------------------------------- |
| N°                    | Ciclista              | Clas.                 | N°                        | Ciclista                   | Clas.                     | N°                              | Ciclista                        | Clas.                           |
| 1                     | James Knox            | R                     | 11                        | Thomas Pidcock             | 10º                       | 21                              | Santiago Buitrago               | 41º                             |
| 2                     | Gil Gelders           | 69º                   | 12                        | Egan Bernal                | 21º                       | 22                              | Yukiya Arashiro                 | R                               |
| 3                     | William Junior Lecerf | R                     | 13                        | Laurens De Plus            | 31º                       | 23                              | Pello Bilbao                    | 9º                              |
| 4                     | Fausto Masnada        | 71º                   | 14                        | Omar Fraile                | 65º                       | 24                              | Wout Poels                      | 30º                             |
| 5                     | Pieter Serry          | 76º                   | 15                        | Ethan Hayter               | 75º                       | 25                              | Dušan Rajović                   | R                               |
| 6                     | Mauri Vansevenant     | 6º                    | 16                        | Michał Kwiatkowski         | R                         | 26                              | Antonio Tiberi                  | 22º                             |
| 7                     | Louis Vervaeke        | 72º                   | 17                        | Brandon Rivera             | 87º                       | 27                              | Łukasz Wiśniowski               | R                               |
| Alpecin-Deceuninck    | Alpecin-Deceuninck    | Alpecin-Deceuninck    | EF Education-EasyPost     | EF Education-EasyPost      | EF Education-EasyPost     | Groupama-FDJ                    | Groupama-FDJ                    | Groupama-FDJ                    |
| N°                    | Ciclista              | Clas.                 | N°                        | Ciclista                   | Clas.                     | N°                              | Ciclista                        | Clas.                           |
| 31                    | Mathieu van der Poel  | 3º                    | 41                        | Richard Carapaz            | 26º                       | 51                              | David Gaudu                     | 43º                             |
| 32                    | Quinten Hermans       | 35º                   | 42                        | Ben Healy                  | 27º                       | 52                              | Lorenzo Germani                 | 106º                            |
| 33                    | Søren Kragh Andersen  | 67º                   | 43                        | Mikkel Frølich Honoré      | 46º                       | 53                              | Romain Grégoire                 | 24º                             |
| 34                    | Axel Laurance         | 44º                   | 44                        | Archie Ryan                | 55º                       | 54                              | Valentin Madouas                | 7º                              |
| 35                    | Oscar Riesebeek       | R                     | 45                        | James Shaw                 | 95º                       | 55                              | Quentin Pacher                  | 51º                             |
| 36                    | Stan Van Tricht       | R                     | 46                        | Harry Sweeny               | 59º                       | 56                              | Rémy Rochas                     | 91º                             |
| 37                    | Luca Vergallito       | 111º                  | 47                        | Rigoberto Urán             | R                         | 57                              | Clément Russo                   | 105º                            |
| Cofidis               | Cofidis               | Cofidis               | Team Visma-Lease a Bike   | Team Visma-Lease a Bike    | Team Visma-Lease a Bike   | Bora-Hansgrohe                  | Bora-Hansgrohe                  | Bora-Hansgrohe                  |
| N°                    | Ciclista              | Clas.                 | N°                        | Ciclista                   | Clas.                     | N°                              | Ciclista                        | Clas.                           |
| 61                    | Guillaume Martin      | 18º                   | 71                        | Tiesj Benoot               | 12º                       | 81                              | Jai Hindley                     | 52º                             |
| 62                    | Rubén Fernández       | R                     | 72                        | Ben Tulett                 | R                         | 82                              | Roger Adrià                     | 82º                             |
| 63                    | Jesús Herrada         | 100º                  | 73                        | Milan Vader                | 90º                       | 83                              | Giovanni Aleotti                | R                               |
| 64                    | Gorka Izagirre        | R                     | 74                        | Attila Valter              | 40º                       | 84                              | Bob Jungels                     | 45º                             |
| 65                    | Ion Izagirre          | 19º                   | 75                        | Loe van Belle              | 102º                      | 85                              | Jonas Koch                      | R                               |
| 66                    | Axel Mariault         | 116º                  | 76                        | Tosh Van Der Sande         | R                         | 86                              | Matteo Sobrero                  | R                               |
| 67                    | Anthony Perez         | R                     | 77                        | Julien Vermote             | R                         | 87                              | Aleksandr Vlasov                | 20º                             |
| Lidl-Trek             | Lidl-Trek             | Lidl-Trek             | UAE Team Emirates         | UAE Team Emirates          | UAE Team Emirates         | Lotto Dstny                     | Lotto Dstny                     | Lotto Dstny                     |
| N°                    | Ciclista              | Clas.                 | N°                        | Ciclista                   | Clas.                     | N°                              | Ciclista                        | Clas.                           |
| 91                    | Mattias Skjelmose     | 28º                   | 101                       | Tadej Pogačar              | 1º                        | 111                             | Maxim Van Gils                  | 4º                              |
| 92                    | Andrea Bagioli        | R                     | 102                       | Sjoerd Bax                 | R                         | 112                             | Logan Currie                    | 117º                            |
| 93                    | Julien Bernard        | 68º                   | 103                       | Finn Fisher-Black          | R                         | 113                             | Jarrad Drizners                 | R                               |
| 94                    | Patrick Konrad        | R                     | 104                       | João Almeida               | 29º                       | 114                             | Andreas Kron                    | 37º                             |
| 95                    | Bauke Mollema         | 13º                   | 105                       | Marc Hirschi               | 17º                       | 115                             | Sylvain Moniquet                | 54º                             |
| 96                    | Sam Oomen             | 70º                   | 106                       | Domen Novak                | 60º                       | 116                             | Mathijs Paasschens              | R                               |
| 97                    | Toms Skujiņš          | 48º                   | 107                       | Diego Ulissi               | R                         | 117                             | Jonas Gregaard                  | 94º                             |
| Israel-Premier Tech   | Israel-Premier Tech   | Israel-Premier Tech   | Team DSM-Firmenich PostNL | Team DSM-Firmenich PostNL  | Team DSM-Firmenich PostNL | Decathlon AG2R La Mondiale Team | Decathlon AG2R La Mondiale Team | Decathlon AG2R La Mondiale Team |
| N°                    | Ciclista              | Clas.                 | N°                        | Ciclista                   | Clas.                     | N°                              | Ciclista                        | Clas.                           |
| 121                   | Dylan Teuns           | 15º                   | 131                       | Romain Bardet              | 2º                        | 141                             | Benoît Cosnefroy                | 16º                             |
| 122                   | George Bennett        | 73º                   | 132                       | Romain Combaud             | 107º                      | 142                             | Bruno Armirail                  | R                               |
| 123                   | Simon Clarke          | 58º                   | 133                       | Matthew Dinham             | R                         | 143                             | Clément Berthet                 | 50º                             |
| 124                   | Jakob Fuglsang        | 84º                   | 134                       | Chris Hamilton             | R                         | 144                             | Felix Gall                      | 47º                             |
| 125                   | Derek Gee             | 86º                   | 135                       | Enzo Leijnse               | R                         | 145                             | Paul Lapeira                    | 11º                             |
| 126                   | Nick Schultz          | 57º                   | 136                       | Martijn Tusveld            | 115º                      | 146                             | Aurélien Paret-Peintre          | 5º                              |
| 127                   | Stephen Williams      | 66º                   | 137                       | Kevin Vermaerke            | 23º                       | 147                             | Nicolas Prodhomme               | 38º                             |
| Astana Qazaqstan Team | Astana Qazaqstan Team | Astana Qazaqstan Team | Intermarché-Wanty         | Intermarché-Wanty          | Intermarché-Wanty         | Team Jayco AlUla                | Team Jayco AlUla                | Team Jayco AlUla                |
| N°                    | Ciclista              | Clas.                 | N°                        | Ciclista                   | Clas.                     | N°                              | Ciclista                        | Clas.                           |
| 151                   | Aleksej Lucenko       | 8º                    | 161                       | Georg Zimmermann           | 49º                       | 171                             | Simon Yates                     | 32º                             |
| 152                   | Anthon Charmig        | 63º                   | 162                       | Lilian Calmejane           | 112º                      | 172                             | Davide De Pretto                | R                               |
| 153                   | Igor' Čžan            | R                     | 163                       | Kevin Colleoni             | 96                        | 173                             | Anders Foldager                 | 93º                             |
| 154                   | Lorenzo Fortunato     | 79º                   | 164                       | Gerben Kuypers             | R                         | 174                             | Jan Maas                        | R                               |
| 155                   | Christian Scaroni     | 53º                   | 165                       | Baptiste Planckaert        | R                         | 175                             | Michael Matthews                | 36º                             |
| 156                   | Santiago Umba         | 76º                   | 166                       | Lorenzo Rota               | 33º                       | 176                             | Mauro Schmid                    | R                               |
| 157                   | Simone Velasco        | 34º                   | 167                       | Rein Taaramäe              | R                         | 177                             | Filippo Zana                    | 39º                             |
| Movistar Team         | Movistar Team         | Movistar Team         | Uno-X Mobility            | Uno-X Mobility             | Uno-X Mobility            | TotalEnergies                   | TotalEnergies                   | TotalEnergies                   |
| N°                    | Ciclista              | Clas.                 | N°                        | Ciclista                   | Clas.                     | N°                              | Ciclista                        | Clas.                           |
| 181                   | Davide Formolo        | 42º                   | 191                       | Tobias Halland Johannessen | 25º                       | 201                             | Mathieu Burgaudeau              | 78º                             |
| 182                   | Alex Aranburu         | 14º                   | 192                       | Martin Urianstad           | 104º                      | 202                             | Fabien Doubey                   | R                               |
| 183                   | Jorge Arcas           | 97º                   | 193                       | Odd Christian Eiking       | 88º                       | 203                             | Fabien Grellier                 | 113º                            |
| 184                   | William Barta         | R                     | 194                       | Ådne Holter                | 109º                      | 204                             | Jordan Jegat                    | 77º                             |
| 185                   | Carlos Canal          | R                     | 195                       | Johannes Kulset            | 62º                       | 205                             | Alan Jousseaume                 | 81º                             |
| 186                   | Oier Lazkano          | 64º                   | 196                       | Andreas Leknessund         | 61º                       | 206                             | Paul Ourselin                   | R                               |
| 187                   | Iván Romeo            | R                     | 197                       | Anders Skaarseth           | 110º                      | 207                             | Alexis Vuillermoz               | 92º                             |
| Bingoal WB            | Bingoal WB            | Bingoal WB            | Equipo Kern Pharma        | Equipo Kern Pharma         | Equipo Kern Pharma        | Arkéa-B&B Hotels                | Arkéa-B&B Hotels                | Arkéa-B&B Hotels                |
| N°                    | Ciclista              | Clas.                 | N°                        | Ciclista                   | Clas.                     | N°                              | Ciclista                        | Clas.                           |
| 211                   | Luca Van Boven        | 80º                   | 221                       | Iván Cobo                  | R                         | 231                             | Kévin Vauquelin                 | R                               |
| 212                   | Louka Matthys         | 103º                  | 222                       | Marc Brustenga             | R                         | 232                             | Louis Barré                     | R                               |
| 213                   | Johan Meens           | 74º                   | 223                       | Francisco Galván           | R                         | 233                             | Clément Champoussin             | 85º                             |
| 214                   | Dimitri Peyskens      | R                     | 224                       | Jordi López                | 114º                      | 234                             | Anthony Delaplace               | 99º                             |
| 215                   | Aaron Van der Beken   | R                     | 225                       | Mikel Retegi               | R                         | 235                             | Simon Guglielmi                 | 101º                            |
| 216                   | Giacomo Villa         | R                     | 226                       | Ibon Ruiz                  | 89º                       | 236                             | Laurens Huys                    | 83º                             |
| 217                   | Loïc Vliegen          | R                     | 227                       | Danny van der Tuuk         | R                         | 237                             | Michel Ries                     | 98º                             |
| Team Flanders-Baloise |                       |                       |                           |                            |                           |                                 |                                 |                                 |
| N°                    | Ciclista              | Clas.                 |                           |                            |                           |                                 |                                 |                                 |
| 241                   | Kamiel Bonneu         | R                     |                           |                            |                           |                                 |                                 |                                 |
| 242                   | Toon Clynhens         | R                     |                           |                            |                           |                                 |                                 |                                 |
| 243                   | Lars Craps            | R                     |                           |                            |                           |                                 |                                 |                                 |
| 244                   | Siebe Deweirdt        | R                     |                           |                            |                           |                                 |                                 |                                 |
| 245                   | Elias Maris           | 108º                  |                           |                            |                           |                                 |                                 |                                 |
| 246                   | Dylan Vandenstorme    | R                     |                           |                            |                           |                                 |                                 |                                 |
| 247                   | Vincent Van Hemelen   | R                     |                           |                            |                           |                                 |                                 |                                 |